# Elisabet Kristina av Braunschweig-Bevern

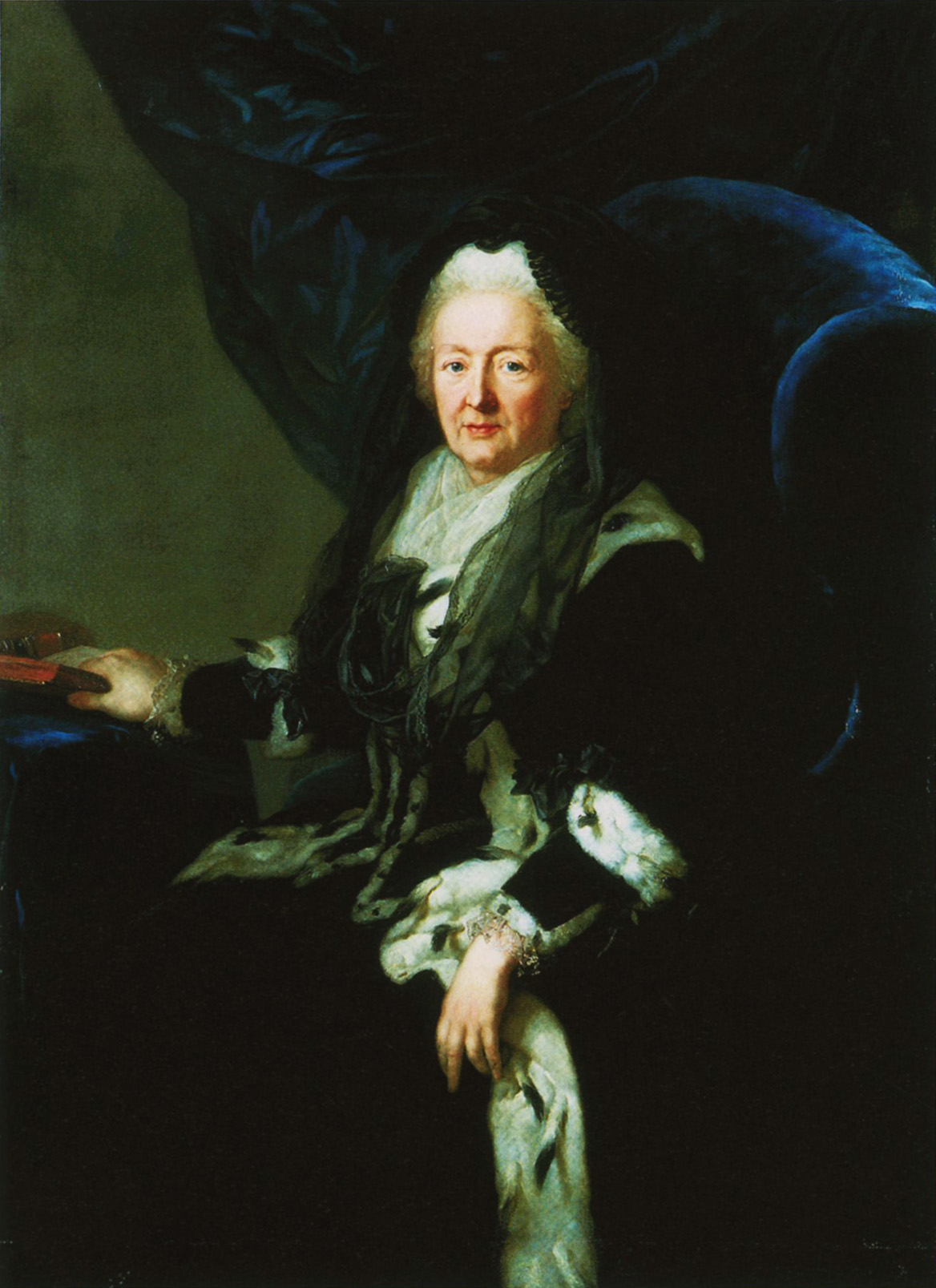
Elisabeth Kristina av Braunschweig-Brevern i änkedräkt.

Elisabet Kristina av Braunschweig-Bevern, född 8 november 1715 i Wolfenbüttel, död 13 januari 1797 i Berlin, var drottning av Preussen och gift med kung Fredrik den store av Preussen. Hon levde separerad från Fredrik under dennes regeringstid och deras omvittnat frostiga äktenskap, och hade därmed litet politiskt inflytande. Trots detta spelade hon en viktig offentlig roll då Fredrik överlät allt representativt hovliv på henne.

## Biografi

### Kronprinsessa
Elisabet Kristina var dotter till Ferdinand Albrekt II av Braunschweig-Wolfenbüttel och Antoinette Amalie av Braunschweig-Wolffenbüttel, gift med kronprins Fredrik av Preussen 12 juni 1733 i Salzdahlum. Paret flyttades sedan till Neuruppin och Rheinsberg. Äktenskapet var arrangerat och barnlöst. Hon valdes ut som brud åt Fredrik av sin blivande svärfar i egenskap av protestantisk släkting till den tysk-romerska kejsarinnan, Elisabeth Christina av Braunschweig-Wolfenbüttel, sedan ett tänkt äktenskap mellan Fredrik och prinsessan Amalia av Storbritannien aldrig blev av. 

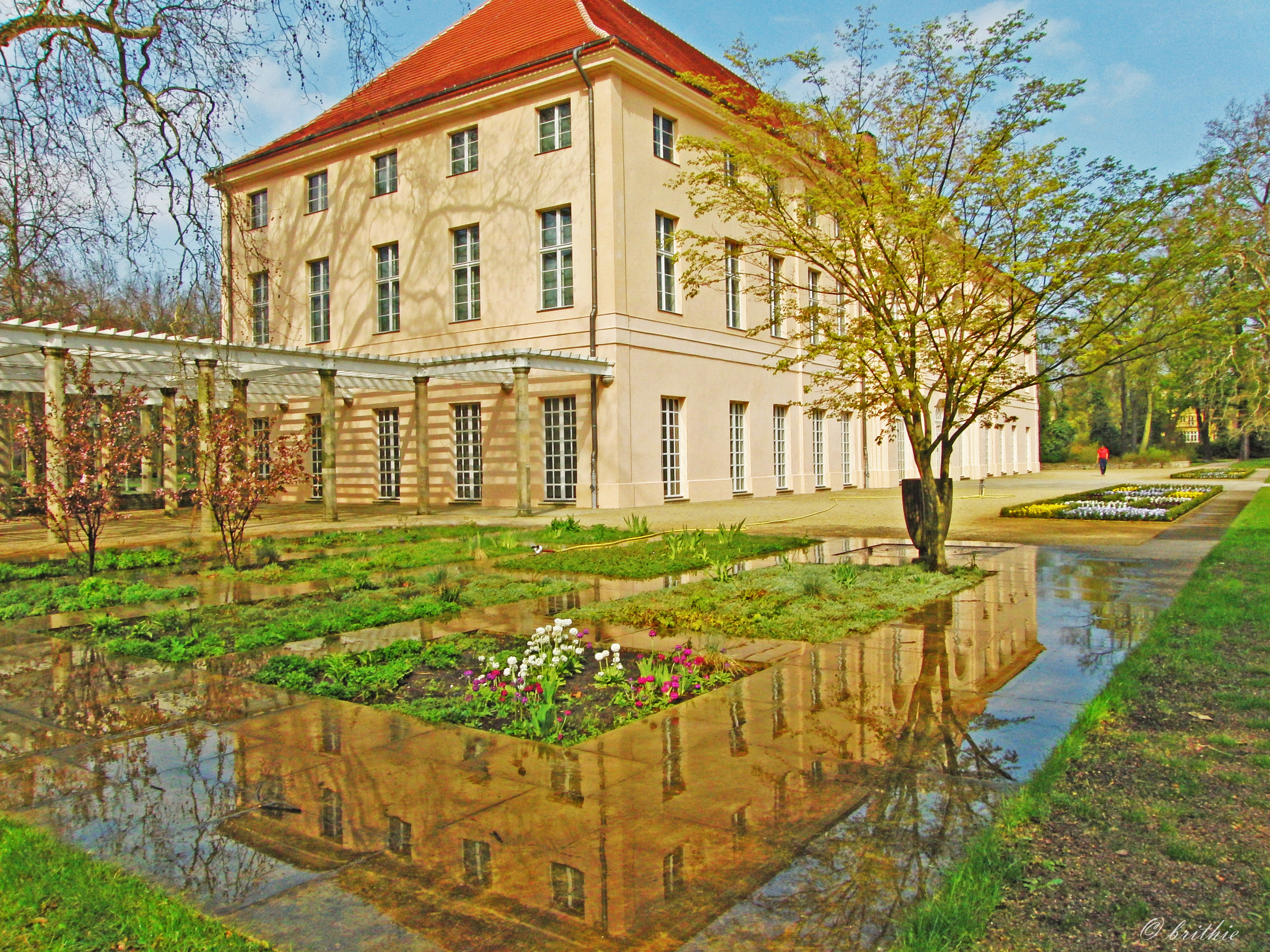
Schloss Schönhausen, Elisabet Kristinas sommarresidens.

Elisabet Kristina beskrevs av svärfadern som inskränkt, obildad och alldaglig. För Fredrik blev tanken outhärdlig att vandra genom livet vid sidan av en "stum fulhet", att "ha en varelse, som genom sin dumhet kan göra en rasande och som man skulle skämmas att införa i sällskap". I sin förtvivlan skrev han till statsmannen Grumbkow och lät dessutom sin hovmarskalk von Wolden skriva till honom med uppfordran att till varje pris omintetgöra äktenskapsplanen, annars hotade Fredrik att skjuta sig med en kula i pannan. Kronprinsen kom dock snart på andra tankar och förlovningen ägde rum den 10 mars 1733.
Elisabet Kristinas svärfar såg efter vigseln till att hon undervisades i dans och den antika filosofin och finansierade en garderob för att göra henne attraktiv för sin make. Fredrik själv ägnade henne dock aldrig något större intresse. Han använde henne dock som en kontaktkanal till fadern, eftersom hon var omtyckt av denne. Efter drygt tre års äktenskap skrev kronprinsen om sin gemål: "Jag har aldrig varit förälskad i henne. Men jag skulle vara den sämste bland människor, om jag ej uppriktigt bemödade mig att värdera henne, ty hon är mycket mild till sin natur, foglig i högsta grad och så tillmötesgående, att hon för att göra mig en glädje gör allt vad hon i mina ögon kan läsa, att jag önskar."

### Drottning
Då Fredrik blev kung 1740 separerade paret. Fredrik bodde i Potsdam under vintern och i Sanssouci under sommaren, medan Elisabet levde på kungliga slottet i Berlin under vintern och på Schloss Schönhausen norr om Berlin under sommaren, där hon bodde med sitt eget hov. Hon kom väl överens med sin svärmor, som tyckte synd om henne och ofta bjöd in henne. 
Fredrik den store tyckte inte om hovliv, som han associerade med kvinnors illegala inflytande över politiken, och hade själv inget riktigt hov, utan lämnade de flesta poster i sitt hov vakanta. Samtidigt insåg han ett hovs ceremoniella betydelse i det dåvarande samhället, och han överlät därför alla representativa uppgifter på Elisabet Kristina, som han gav ett fullt utrustat kungliga hov. Trots att makarna levde separerade hade Elisabet Kristina därför en mycket synlig och offentlig roll som drottning och värdinna för det preussiska hovet. Under vintrarna levde hon i Berlin, där hon upprätthöll hovlivets rutiner under hela Fredriks regeringstid, tog emot främmande sändebud och utländska kungliga besökare och stod värdinna för kungahusets högtider såsom bröllop och födelsedagar, och under somrarna upprätthöll hon också hovliv för stadens aristokrati ute på Schönhausen. 
Hennes hovmottagningar, som hölls varje vecka året om, var de enda tillfällen då hovet samlades. Under Fredriks regeringstid var det Elisabet Kristina som skötte de representativa uppgifterna och fungerade som hans företrädare inom de flesta officiella högtidligheter: Fredrik var ofta frånvarande även vid sina egna födelsedagar, och överlämnade åt henne att fungera som hans representant vid sådana tillfällen som prins Henriks bröllop 1752 och stå värdinna för statsbesöket från den ryske tronföljaren 1776. Fredrik tog sedan emot viktiga besökare informellt ute i Potsdam. 
Elisabet Kristina fungerade formellt som drottning vid hovets officiella fester vid jul till 22 januari, då Fredrik befann sig i kungliga slottet i Berlin, och ambassadörerna gjorde formell visit hos henne i hennes egenskap av drottning, men i övrigt träffade paret aldrig varandra utom vid familjetillställningar. Vid sällsynta tillfällen visade Fredrik snabbt upp sig på kungliga slottet i Berlin under vintern, men han besökte aldrig Schönhausen, och hon inbjöds aldrig till Sanssouci. 
Under sjuårskriget lämnades hon i Berlin utan instruktioner och befogenheter av Fredrik, och då staden hotades 1757 och en gång till 1760, tog hon själv beslutet att evakuera hovet till Magdeburg. Det var den första av dessa gånger hon tog tillfället att se Sanssouci för första gången. Fredrik hade då inte sett henne på sex år, och hans enda kommentar var: "Madame har blivit tjock". Elisabet Kristina betraktades under kriget som en symbol för Preussens motstånd mot fienden, och hon hälsades med hurrarop då hon visade sig. Fredriks sätt att leva separerad från henne, och den brist på inflytande det innebar, gjorde dock att hon utsattes för medömkan och periodvis hade svårt att bli bemött med respekt, trots att Fredrik krävde att hon skulle respekteras i sin egenskap av drottning. Under senare delen av sin regeringstid gjorde Fredrik det till sin vana att besöka hovet en gång per år på hennes födelsedag.
Elisabet var intresserad av litteratur och författade skrifter om moral på franska. Hon introducerade silkesodling i Preussen. Hon ägnade sig också åt välgörenhet och lade ut 23.000 av sitt underhåll på 40.000 på välgörenhet. Enligt traditionen led hon av obesvarad kärlek till sin make. Hon sade om sig själv: "Gud har nådigt bevarat mig, så jag icke behöver förebrå mig för någon handling, genom vilken någon människa med min vetskap farit illa".